# Zonsverduistering van 15 februari 1961

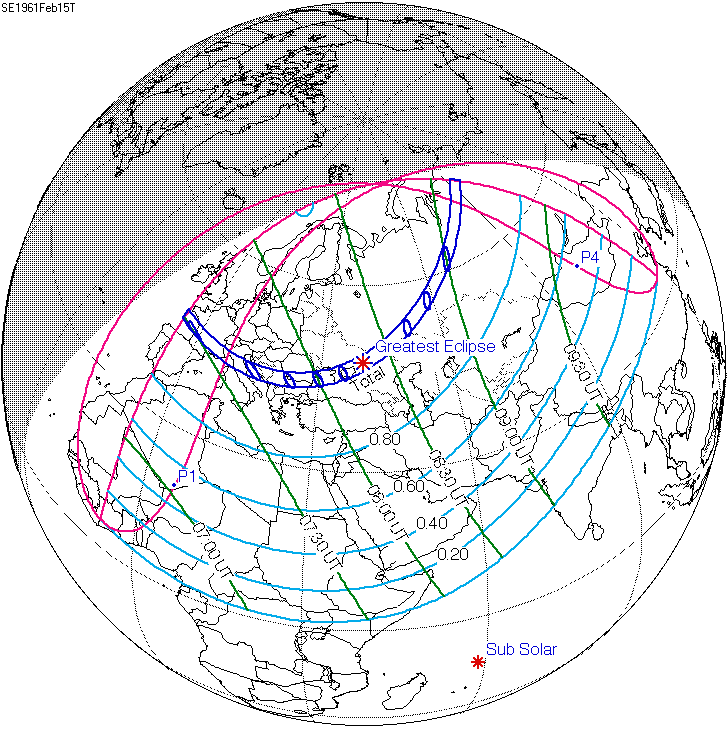
De zonsverduistering was te zien tussen de blauwe lijnen.

De totale zonsverduistering van 15 februari 1961 trok vooral over land en was achtereenvolgens te zien in deze vijftien landen: Frankrijk, Italië, San Marino, Kroatië, Bosnië en Herzegovina, Montenegro, Albanië, Kosovo, Servië, Macedonië, Bulgarije, Roemenië, Oekraïne, Rusland en Kazachstan.

## Lengte

### Maximum
Het punt met maximale totaliteit lag in Rusland, vlak bij de plaats Novocherkassk, en duurde 2m45,1s.

### Limieten
| Fenomeen                    | Code | Tijdstip UTC |
| --------------------------- | ---- | ------------ |
| Eerste contact bijschaduw   | P1   | 06:08:46.5   |
| Eerste contact kernschaduw  | U1   | 07:29:22.3   |
| Kernschaduw compleet vanaf  | U2   | 07:32:39.4   |
| Bijschaduw compleet vanaf   | P2   | Niet         |
| Maximum eclips              | GE   | 08:19:12.8   |
| Bijschaduw compleet t/m     | P3   | Niet         |
| Kernschaduw compleet t/m    | U3   | 09:05:30.2   |
| Laatste contact kernschaduw | U4   | 09:08:45.5   |
| Laatste contact bijschaduw  | P4   | 10:29:30.0   |